# Lars Sundblad
Lars G. Sundblad, född 24 juli 1923 i Iggesund, Gävleborgs län, död 12 oktober 2016 i Hudiksvall, Gävleborgs län, var en svensk civilingenjör och företagsledare.
Lars Sundblad var son till Gunnar Sundblad (VD för Iggesunds bruk 1921-1956), tog examen från KTH 1947 och anställdes vid Cellulosaindustrins centrallaboratorium 1947. Han var överingenjörsassistent vid Wifstavarfs AB 1947-1949, var driftsingenjör och platschef vid Fagerviks sulfitfabrik 1949-1951, direktörsassistent vid AB Iggesunds Bruk från 1951, och verkställande direktör för företaget där från 1956, då han efterträdde sin far Gunnar Sundblad, till 1984.
Han invaldes 1969 som ledamot av Ingenjörsvetenskapsakademien.
2004 tilldelades han Ekmanmedaljen av Svenska Pappers- och Cellulosaingenjörsföreningen.